# Lepidium campestre
Lepidium campestre, o mostaza silvestre es una  hierba anual común en Norteamérica y en Europa, perteneciente al género Lepidium incluido en la familia  Brassicaceae o familia de las plantas de la Mostaza. 

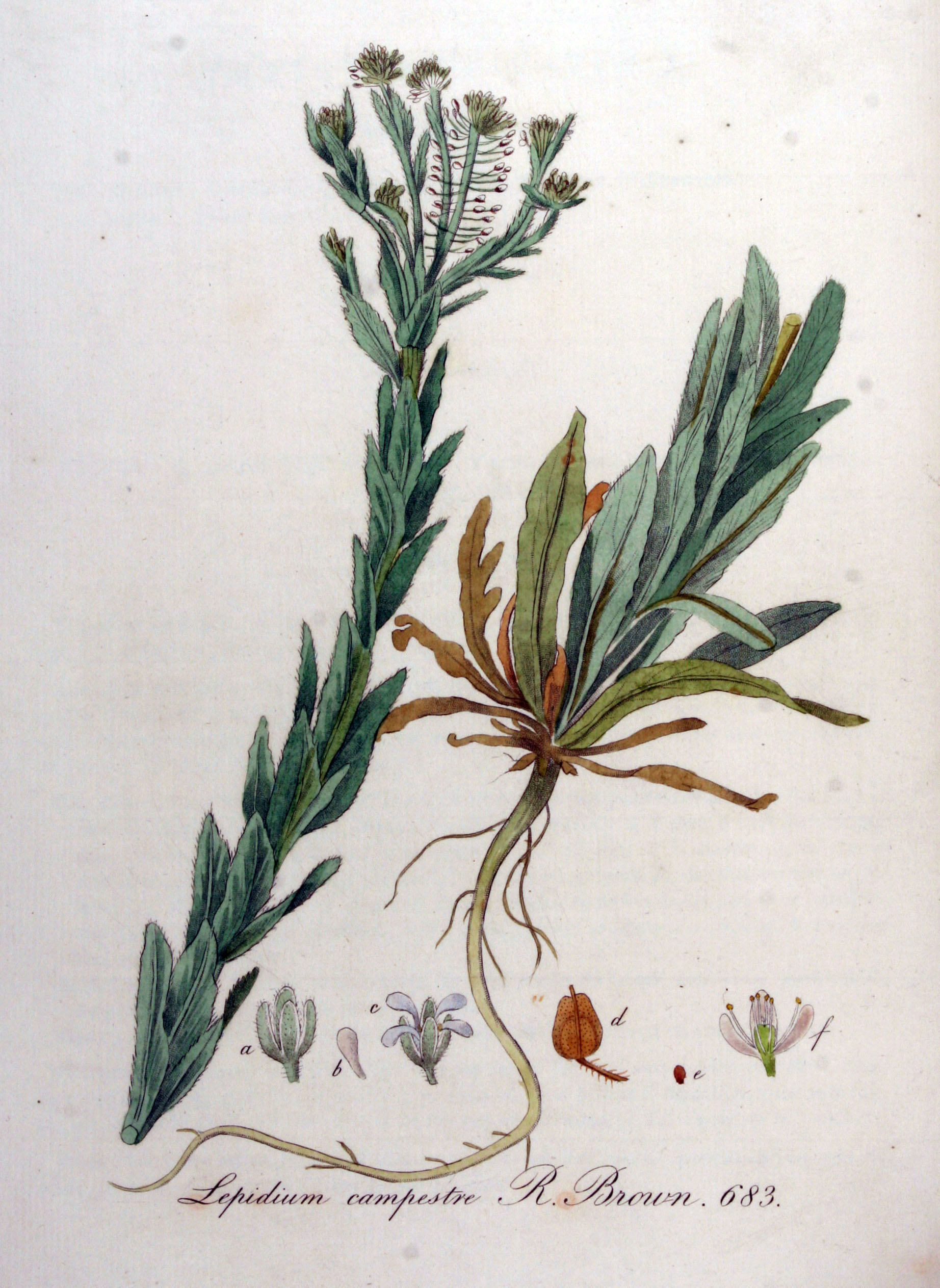
Ilustración en Flora Batava

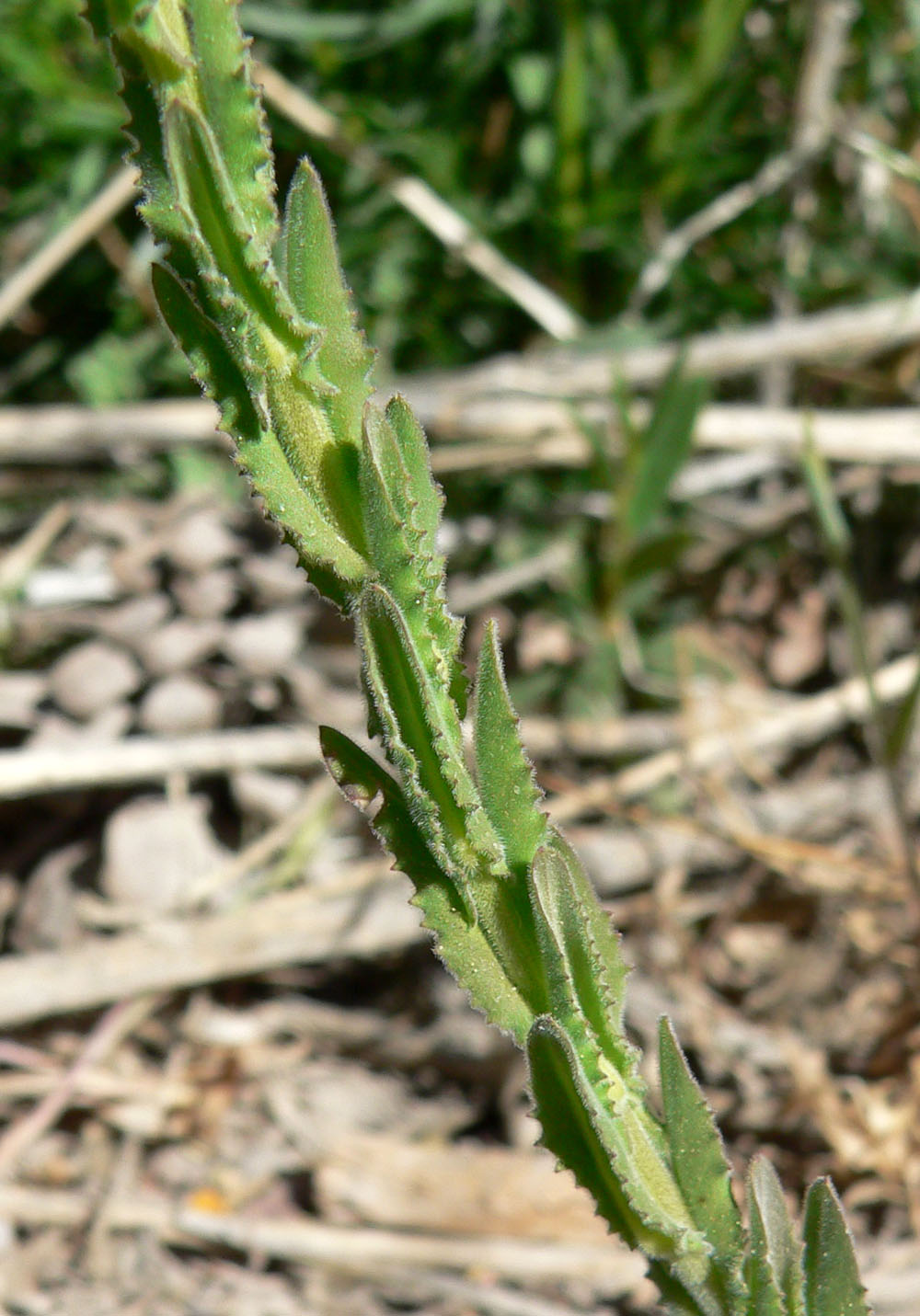
Vista de la planta

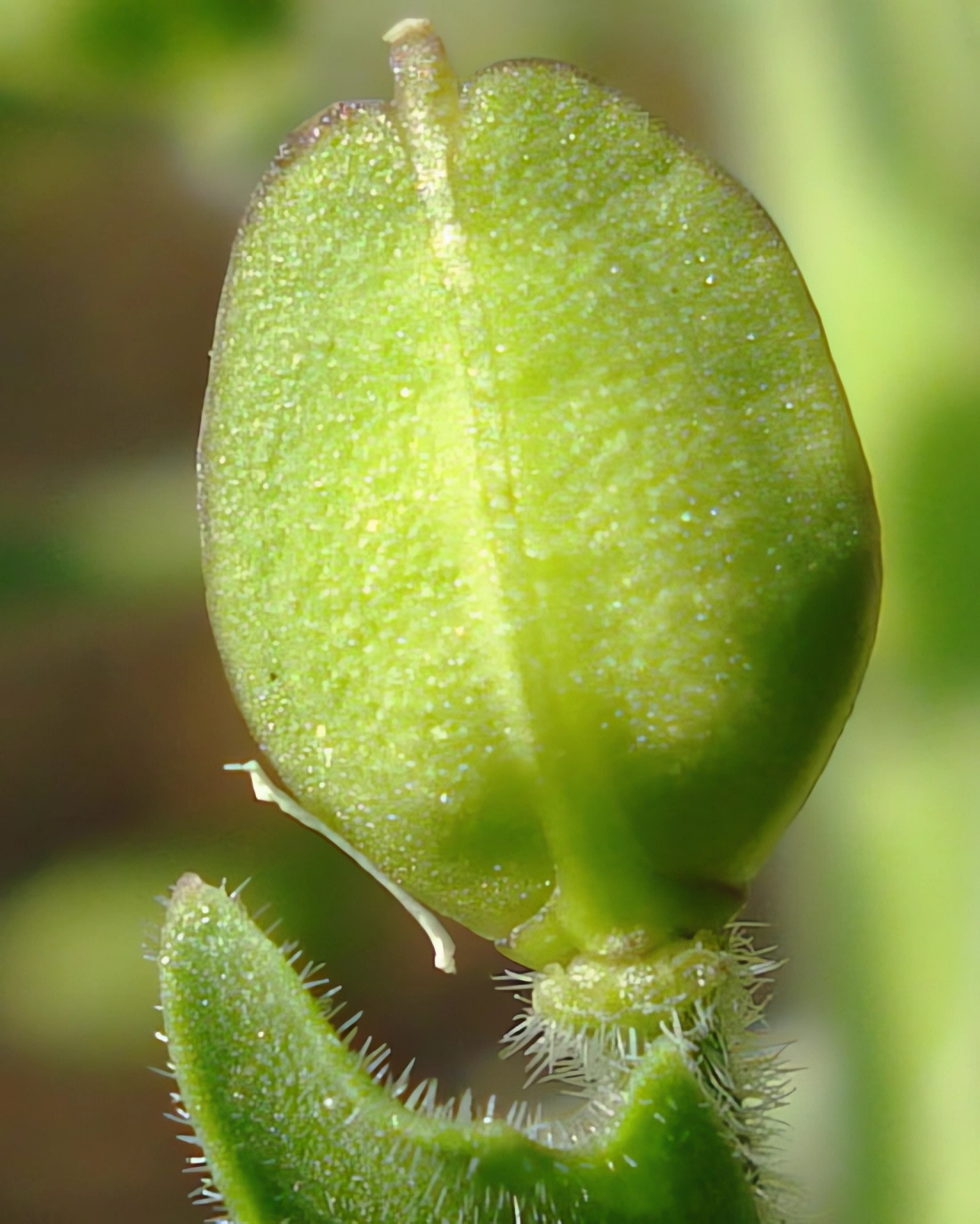
Fruto

## Localización
Campos de cultivo, barbechos. Tolera la mayoría de los suelos. Se encuentra en Norteamérica, sobre todo en el noreste y en el centro. En Europa extendida ampliamente. 

## Descripción
El tallo del Lepidium campestre sale de una roseta basal de hojas espatuladas en la base, pecioladas, y con hojas caulinares sagitadas, crenadas o enteras, alternas.  El tallo está cubierto de hojas, que son sésiles, alternas y con forma de punta de flecha [1]. Los tallos, muy pilosos, pueden ser múltiplos, de ascendentes a erectos, ramificándose en la parte superior, llegando a medir hasta 75 cm [1].
La característica más notable de Lepidium campestre son sus  racimos que salen del tallo. Estos racimos está compuestos de pequeñas flores blancas que más tarde cambian a verdes, cada flor tiene seis estambres; ovario comprimido; el carpelo tiene en la parte superior, una zona más alargada y es amarillo. Cuando fructifica producen unas vainas planas y ovales, cada una de unos 6 mm de longitud y 4 mm de anchura [1]. Cada vaina contiene dos semillas marrones de 2.5 mm de largo.

## Usos
Las hojas tiernas se añaden directamente a las ensaladas, o hervidas durante diez minutos [2]. Las vainas tiernas se pueden usar como una especia, con un sabor entre la  pimienta negra y la  mostaza.  Las hojas contienen proteína, vitamina A y vitamina C [2].
Diurético, antiescorbútico.

## Taxonomía
Lepidium campestre fue descrita por (L.) R.Br. y publicado en Journal of Botany, British and Foreign 66: 141. 1928.
Etimología
Lepidium: nombre genérico que deriva del griego, y significa "pequeña escama", en referencia al tamaño y forma de los frutos (silicuas).
campestre: epíteto latíno que significa "del campo" 
Sinonimia
- Thlaspi vulgatum Roucel [1803]
- Thlaspi hirtum Georgi [1775]
- Lepidium vagum Jord. [1864]
- Lepidium errabundum Jord. [1864]
- Lepidium denticulatum Sennen
- Lepidium campicola Jord. [1864]
- Lepidium aristatum Lapeyr. [1813]
- Lepidium accedens Jord. [1864]
- Lepia errabunda (Jord.) Fourr. [1868]
- Lepia campicola (Jord.) Fourr. [1868]
- Lepia accedens (Jord.) Fourr. [1868]
- Thlaspi campestre L. [1753]
- Lepia campestris (L.) Desv. [1815]
- Iberis campestris (L.) Wallr. [1822]
- Crucifera lepidium E.H.L.Krause[2]

## Nombre común
- Castellano: candelera de Salomón, candelero de Salomón (3), candelero de salomón, cantadera, mastuerzo (3), mastuerzo mayor silvestre, mastuerzo silvestre (2), mostacilla peluda, mostaza salvaje (5), mostaza silvestre (8), pólvora de jardín, rugidera (2), thlaspi, tlaspeos, tláspeos.(el número entre paréntesis indica las especies que tienen el mismo nombre en España)[3]